# Rivière des Savard
Pour les articles homonymes, voir Savard.
La rivière des Savard est un affluent de la rivière Péribonka, coulant dans le territoire non organisé de Passes-Dangereuses, dans la municipalité régionale de comté (MRC) de Maria-Chapdelaine, dans la région administrative de Saguenay–Lac-Saint-Jean, dans la province de Québec, au Canada. La partie supérieure de la rivière des Savard coule dans la zec des Passes.
Le bassin versant de la rivière des Savard est desservi par la route forestière R0250 qui remonte la vallée de la rivière Alex, du lac Étienniche et de la rivière des Prairies pour rejoindre le lac Grenier et la rivière Brodeuse. Quelques routes secondaires desservent la zone pour les besoins de la foresterie et des activités récréotouristiques,,.
La foresterie constitue la principale activité économique du secteur ; les activités récréotouristiques, en second.
La surface de la rivière des Savard est habituellement gelée de la fin novembre au début avril, toutefois la circulation sécuritaire sur la glace se fait généralement de la mi-décembre à la fin mars.

## Géographie
Les principaux bassins versants voisins de la rivière des Savard sont :
- côté Nord : rivière du Sault, rivière Louke, ruisseau du Portage, rivière au Serpent, rivière Manouane, lac Péribonka, rivière Péribonka ;
- côté Est : rivière Péribonka, rivière du Canal Sec, ruisseau Strike, rivière Shipshaw, lac Pamouscachiou ;
- côté Sud : rivière Péribonka, rivière du Canal Sec, rivière du Banc de Sable ;
- côté Ouest : rivière Alex, ruisseau Margot, lac Étienniche[2].

La rivière des Savard prend sa source à l’embouchure du lac Lemoyne (longueur : 7,1 km ; altitude : 352 m) dans le territoire non organisé de Passes-Dangereuses, soit à :
- 13,3 km au Sud-Est du lac Étienniche ;
- 8,6 km à l’Est du cours de la rivière Alex ;
- 5,3 km à l’Ouest du cours de la rivière Péribonka ;
- 8,6 km au Nord-Ouest de l’embouchure de la rivière des Savard (confluence avec la rivière Péribonka) ;
- 20,9 km au Sud de la confluence de la rivière Péribonka et de la rivière Manouane)[2],[5].

À partir de sa source, la rivière des Savard coule sur 10,7 km sur un dénivelé de 169 m entièrement en zone forestière, selon les segments suivants :
- 3,3 km vers le Sud-Est, jusqu’à la décharge (venant du Sud-Ouest) de quelques lacs dont le lac du Passant, du Bon Vent, Amable et du Marcheur ;
- 0,3 km vers le Sud-Est, jusqu’à la décharge (venant du Nord-Ouest) de quelques lacs dont le lac du Frimas, de la Balance et de la Grosse ;
- 0,9 km vers le Sud-Est, jusqu’à la décharge (venant du Nord-Est) du lac du Poisson-Qui-Mord ;
- 1,3 km vers le Sud-Est en traversant le lac Normand et le Petit Lac des Cyprès (altitude : 319 m), jusqu’à l’embouchure de ce dernier ;
- 2,8 km vers le Sud-Est en traversant le lac des Cyprès (longueur : 2,6 km ; altitude : 319 m), jusqu’à son embouchure ;
- 2,1 km vers l’Est dans un dénivelé de 136 m dans une vallée encaissée, jusqu’à son embouchure[2].

La rivière des Savard se déverse au fond d’une très petite baie sur la rive Ouest de la rivière Péribonka. Cette embouchure est située à :
- 5,3 km en aval de l’embouchure de la rivière du Canal Sec ;
- 21,5 km au Sud-Ouest de l’embouchure du lac Pamouscachiou (lequel est intégré au réservoir Pipmuacan) ;
- 49,4 km au Nord de l’embouchure du lac Tchitogama (confluence avec la rivière Péribonka) ;
- 26,8 km au Sud de l’embouchure de la rivière Manouane ;
- 82,3 km au Nord-Est de l’embouchure de la rivière Péribonka (confluence avec le lac Saint-Jean)[2].

À partir de l’embouchure de la rivière des Savard, le courant descend le cours de la rivière Péribonka sur 115,7 km vers le Sud, traverse le lac Saint-Jean sur 29,3 km vers l’Est, puis emprunte sur 155 km le cours de la rivière Saguenay vers l’Est jusqu'à la hauteur de Tadoussac où il conflue avec le fleuve Saint-Laurent.

## Toponymie
Le terme « Savard » constitue un patronyme de famille d’origine française.
Le toponyme de « rivière des Savard » a été officialisé le 5 décembre 1968 à la Banque des noms de lieux de la Commission de toponymie du Québec.